# Fabiana Murer
Fabiana de Almeida Murer, brazilska atletinja, * 16. marec 1981, Campinas, Brazilija.
Nastopila je na poletnih olimpijskih igrah v letih 2008, 2012 in 2016 v skoku ob palici, najboljšo uvrstitev je dosegla leta 2008 z desetim mestom. Na svetovnih prvenstvih je osvojila naslov prvakinje leta 2011 in podprvakinje leta 2015, na svetovnih dvoranskih prvenstvih zlato in bronasto medaljo, na panameriških igrah pa zlato in dve srebrni medalji.